# Comuna Nazavîziv, Nadvirna
Nazavîziv (în ucraineană Назавизів) este o comună în raionul Nadvirna, regiunea Ivano-Frankivsk, Ucraina, formată din satele Mîrne și Nazavîziv (reședința).

## Demografie
Componența lingvistică a comunei Nazavîziv
     Ucraineană (99,66%)
     Alte limbi (0,33%)
Conform recensământului din 2001, majoritatea populației comunei Nazavîziv era vorbitoare de ucraineană (99,66%), existând în minoritate și vorbitori de alte limbi.